# Lenox (Massachusetts)
Lenox is een plaats (town) in de Amerikaanse staat Massachusetts, en valt bestuurlijk gezien onder Berkshire County.

## Demografie
Bij de volkstelling in 2000 werd het aantal inwoners vastgesteld op 5077.

## Plaatsen in de nabije omgeving
De onderstaande figuur toont nabijgelegen plaatsen in een straal van 28 km rond Lenox.

## Geboren
- Rebecca Field, (19 juni ????), actrice
- Finn Wittrock (28 oktober 1984), acteur